# Антифашистское коммунистическое подполье на Украине
Антифаши́стское коммунисти́ческое подпо́лье на Украи́не (укр. Комуністичне підпілля на території України) — совокупность созданных ВКП(б) подпольных антифашистских коммунистических организаций сопротивления на временно захваченной гитлеровскими оккупантами территории Украинской ССР в годы Великой Отечественной войны (1941—1945).

## История
Антифашистское коммунистическое подполье на территории Украинской ССР насчитывало более 100 тысяч человек, объединённых в 3,5 тысячи организаций и групп.
В начале оккупации Украины из сформированных в то время 23 подпольных обкомов и 5 тысяч горкомов, райкомов и партийных ячеек смогли развернуть работу 13 обкомов и 390 горкомов, райкомов и партийных ячеек. Для создания в тылу врага действенной сети подпольных организаций советское руководство командировало на оккупированные территории спецгруппы. В Киеве действовала организация «Арсеналец».
С мая 1942 года и до конца 1944 года за линию фронта были направлены 40 тысяч коммунистов и 11,5 тысяч комсомольцев. В основном их направляли в зоны активной деятельности советских партизан, в северные лесные районы Украины. На большей части степной и лесостепной зон Украины, в промышленных центрах и городах основную массу антифашистского подполья составляло местное население, оказавшееся в тылу врага.
Для общего руководства борьбой населения оккупированных территорий против гитлеровских захватчиков создан нелегальный ЦК КП(б)У. Сеть партийного подполья охватила всю территорию Украинской ССР. Деятельность его была направлена в первый период войны на организацию саботажей и диверсий, на этапе освобождения оккупированных территорий — также на боевое взаимодействие с Красной армией.